# Fuoritempo
Fuoritempo/Indiani padani è un singolo dei Rats pubblicato nel 1992, primo estratto dall'album Indiani padani.

## Il brano
Il testo del brano è stato scritto con il cantante emiliano-reggiano Luciano Ligabue, inoltre quest'ultimo lo includerà nel suo album A che ora è la fine del mondo? del 1994 (anche se il singolo era stato pubblicato nel 1987 con gli Orazero con un testo diverso). È il brano che avvicinerà i Rats al grande pubblico, essendo il loro primo singolo, e che li farà uscire dalla scena underground.

## Tracce
1. Fuoritempo – 4:39
2. Indiani padani – 3:52